# Немешешти (Тимиш)
Немешешти (рум. Nemeșești) насеље је у Румунији у округу Тимиш у општини Марђина. Oпштина се налази на надморској висини од 217 m.

## Прошлост
По "Румунској енциклопедији" место се први пут помиње 1427. године. Било је ту 1717. године само 10 кућа. Православна црква брвнара је из 1798. године.
Аустријски царски ревизор Ерлер је 1774. године констатовао да место припада Фачетском округу, Лугожког дистрикта. Становништво је било претежно влашко. Када је 1797. године пописан православни клир место је било парохијска филијала суседног села Кошаве.

## Становништво
Према подацима из 2002. године у насељу је живело 121 становника.

### Попис2002.
| Расподела становништва по националности 2002.‍ | Расподела становништва по националности 2002.‍ | Расподела становништва по националности 2002.‍ | Расподела становништва по националности 2002.‍ | Расподела становништва по националности 2002.‍ |
| --------------------------------------------- | --------------------------------------------- | --------------------------------------------- | --------------------------------------------- | --------------------------------------------- |
|                                               |                                               |                                               |                                               |                                               |
| Румуни                                        | Румуни                                        |                                               | 83                                            | 69,2%                                         |
| Украјинци                                     | Украјинци                                     |                                               | 37                                            | 30,8%                                         |